# Andijã (província)
Andijã (em persa: اندیجان‎; romaniz.: Andīǰān) ou Andijom (em russo: Андижан; romaniz.: Andijan; em usbeque: Андижон, Andijon) é uma província (viloyatlar) do Usbequistão com capital em Andijã. Possui 4 300 quilômetros quadrados e segundo censo de 2020, havia 3 127 683 habitantes.